# Jorginho Gomes
Jorge Eduardo de Oliveira Gomes, conhecido popularmente como Jorginho Gomes (Salvador, 7 de setembro de 1954) é um músico e compositor brasileiro.
Como baterista, é membro do grupo Novos Baianos, junto de seu irmão, o guitarrista Pepeu Gomes.
Durante sua carreira ficou conhecido por acompanhar vários artistas renomados, como Gilberto Gil, Ana Carolina, Marisa Monte, Moraes Moreira - dentre outros.
Entre suas principais influências estão os músicos: Billy Cobham, Art Blakey, Lucas Borges, Tuti Moreno, Milton Banana e Gene Krupa.
Jorginho é autodidata e domina não somente a bateria, mas também a percussão, o cavaco e o bandolim - além de cantar.
Cônjuge: Maggie Graziani

## Carreira
Nascido na cidade de Salvador em uma família de músicos - sua mãe dona Guiomar era pianista, e seu pai sr. Claudio cantor - todos os irmãos são músicos. 
Aos 11 anos de idade montou seu primeiro grupo chamado 'The Cats', junto com dois irmãos; em seguida veio o grupo 'Os Príncipes de Iê Iê Iê', com a participação de seu irmão, Pepeu Gomes.
Começou a tocar profissionalmente aos 12 anos de idade, junto com Pepeu Gomes e Carlinhos Gomes, seu irmão baixista, fazendo parte do conjunto "Os Minos", em São Paulo, no período de 1967 a 1969. Gravaram seu primeiro disco e participou dos principais programas de TV da época, como Mini Guarda, O Bom e O Clube do Bolinha. Por volta de 1970, Os Minos voltaram para a Bahia e desfizeram o grupo.
Aos 15 anos, Jorginho integrou a banda 'Os Leif’s', e através desta banda aparecendo num programa de TV, conheceu Gilberto Gil. Aos 14 anos, Jorginho Gomes acompanhou Gilberto Gil e Caetano Veloso no antológico disco e show 'Barra 69 - Caetano e Gil Ao Vivo na Bahia', gravado nos dias 20 e 21 de julho de 1969 na Concha Acústica do Teatro Castro Alves, sendo o último show de ambos antes de se exilarem em Londres, de onde voltariam em 1972.
De 1970 a 1978, Jorginho integrou o grupo Novos Baianos, junto com Moraes Moreira, Baby Consuelo, Luiz Galvão, Paulinho Boca de Cantor, o baixista Dadi Carvalho e posteriormente o baixista - seu irmão Didi Gomes; na percussão Bola e Baxinho. O grupo retornou em 2018, e gravou 'Acabou o chorare - Os Novos Baianos se encontram', um DVD feito pela Sony Music do Brasil.  
Jorginho Gomes é autor da música "Um bilhete pra Didi", gravada e regravada pelos Novos Baianos, que foi consagrada pela Rede Globo em novelas e aclamada pela crítica - além de outras composições e parcerias como "Um dentro do outro" (Jorginho e Pepeu Gomes), "Na estrada" (Jorginho Gomes e Kiko Continentino) , "A goma" (Jorginho Gomes, Ary Dias e Marcos Ninrichter), "Alimente" (Jorginho e Pepeu Gomes), "Sala Ambulante" (Jorginho, Gustavo DiDalva e Mestrinho) e "Gosto do Prazer"( tema da novela Hipertensão pela A Cor do Som com Gil e Jorginho Gomes)
Jorginho Gomes acompanhou vários artistas da música popular brasileira em shows e gravações, entre eles Gal Costa, Caetano Veloso, Pepeu Gomes, Baby Consuelo, Moraes Moreira, Marisa Monte, Sandra de Sá, A Cor do Som, Luiz Melodia, Erasmo Carlos, Tim Maia, Ed Motta, Armandinho Macedo, Paulinho Boca de Cantor, Dodô e Osmar, Jorge Benjor e muitos outros. Também tocou em vários blocos e trios elétricos, no Carnaval da Bahia e pelo Brasil. A nível internacional acompanhou Alejandro Sanz em apresentação no Brasil, e Jam Eggun na Noruega.
Por mais de 20 anos, de 1986 a 2013, foi baterista da banda de Gilberto Gil.
De 2007 a 2008, fez parte da banda da cantora Ana Carolina, na qual, além de baterista, era percussionista, bandonilista e vocal.
Em 2015, realizou o show instrumental "Jorginho Gomes In Concert" na Sala Municipal Baden Powell no Rio de Janeiro, com convidados como Gilberto Gil, Ary Dias, Dadi Carvalho, Mú Carvalho, seu sobrinho Pedro Baby, o músico e maestro Sergio Chiavazzoli, o baterista Cesinha, além da cantora/produtora e esposa Maggie Graziani.